# Pardosa trifoveata
Pardosa trifoveata là một loài nhện trong họ Lycosidae.
Loài này thuộc chi Pardosa. Pardosa trifoveata được Embrik Strand miêu tả năm 1907.